# کالینینسکی (شهرستان زیانچورینسکی، باشقیرستان)
کالینینسکی (انگلیسی: Kalininsky, Zianchurinsky District, Republic of Bashkortostan) یک شهرک در شهرستان زیانچورینسکی استان باشقیرستان کشور روسیه است.